# 長野県道25号塩尻鍋割穂高線
長野県道25号塩尻鍋割穂高線（ながのけんどう25ごう しおじりなべわりほたかせん）は、長野県塩尻市から松本市を経て安曇野市に至る県道（主要地方道）である。

## 概要
長野県塩尻市広丘野村から松本市波田鍋割を経由して安曇野市穂高北穂高に至る。
松本盆地西部を半円状に通過し、路線の一部が日本アルプスサラダ街道に指定されている。また、主に安曇野市内の区間は山麓線の愛称で呼ばれている。

### 路線データ
- 路線認定[1]
  - 起点：塩尻市
  - 終点：安曇野市穂高（認定当初は南安曇郡穂高町[2]）
  - 重要な経過地：松本市（認定当初は東筑摩郡波田村[2]）
- 道路の区域[3]
  - 起点：塩尻市大字広丘野村1569番の1地先（金塚交差点 = 国道19号交点）
  - 終点：安曇野市穂高北穂高2208番の1地先（北穂高交差点＝国道147号、長野県道307号下木戸有明停車場線交点）
  - 実延長距離：41.2912 km
- 道路法第7条第1項該当号：1号[4]

## 歴史
- 1964年（昭和39年）12月28日
建設省（当時）が県道鍋割塩尻停車場線の一部、県道鍋割穂高線、県道有明大町線の一部を主要地方道塩尻鍋割穂高線として指定[5]。
- 1966年（昭和41年）1月13日
長野県が主要地方道塩尻鍋割穂高線を認定[2]。
- 1993年（平成5年）5月11日 - 建設省から、県道塩尻鍋割穂高線が塩尻鍋割穂高線として主要地方道に再指定される[6]。
- 2021年（令和3年）12月25日 - 今村橋の架け替え工事が完了し、開通[7]。

## 路線状況

### 重複区間
- 長野県道291号新田松本線（山形村中大池・中大池交差点 - 山形村下大池）
- 国道158号（松本市波田鍋割・波田小学校前交差点 - 松本市波田鍋割）
- 長野県道278号大野田梓橋停車場線（松本市梓川梓丸田 - 松本市梓川梓上立田・立田上手町交差点）
- 長野県道495号豊科大天井岳線（安曇野市堀金烏川・北海渡交差点 - 安曇野市堀金烏川）

## 地理

### 通過する自治体
- 塩尻市
- 松本市
- 東筑摩郡山形村
- 安曇野市

### 交差する道路

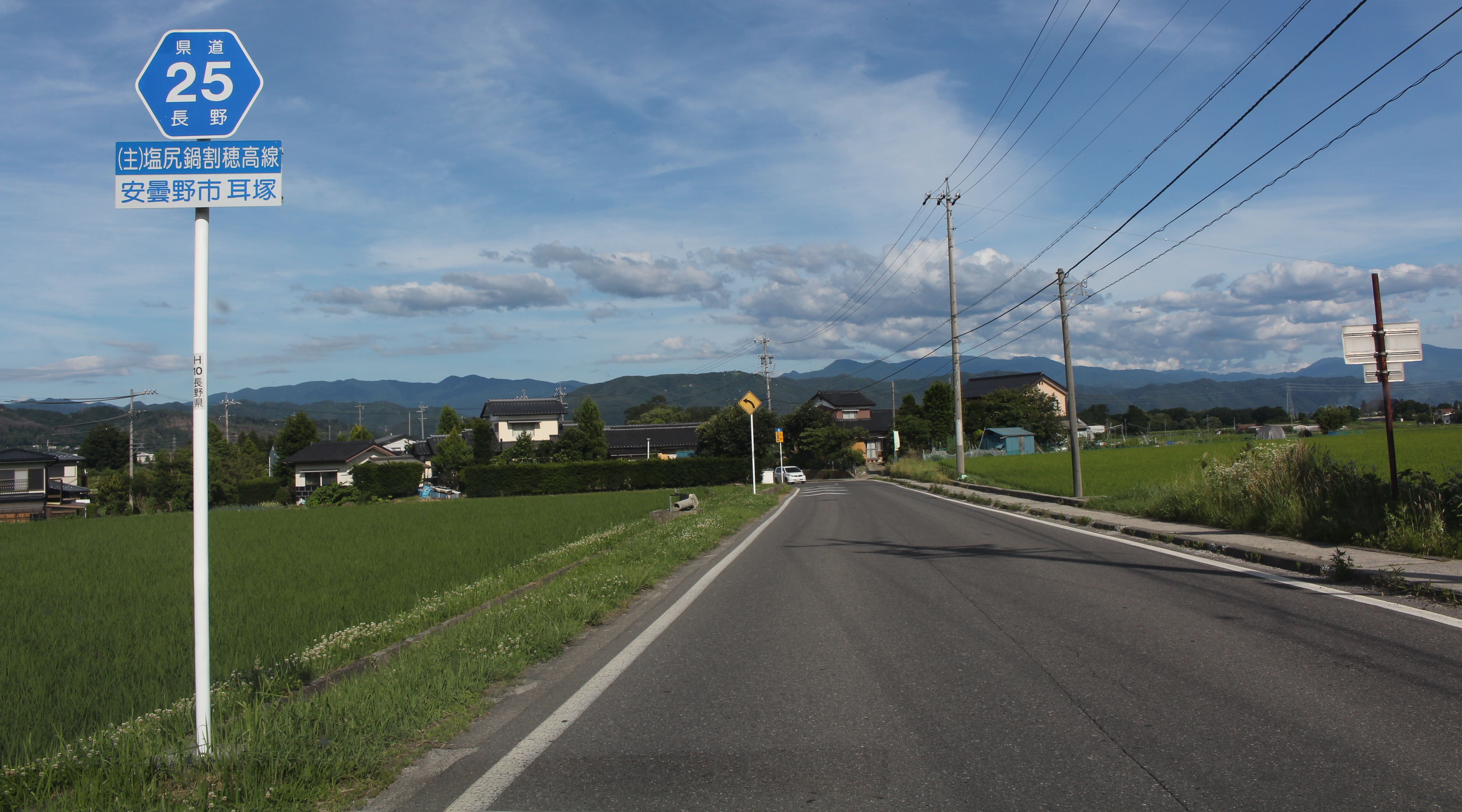
長野県道25号塩尻鍋割穂高線、長野県安曇野市耳塚にて

- 国道19号（塩尻市広丘・金塚交差点、起点）
- 長野県道290号南原広丘停車場線（塩尻市広丘・広丘駅西交差点）
- 長野県道294号原洗馬停車場線（塩尻市広丘・原新田交差点）
- 長野県道298号土合松本線（松本市今井）
- 松塩広域農道（山形村 イオンタウン信州山形前・山形境交差点）
- 長野県道291号新田松本線（山形村中大池・中大池交差点）
- 長野県道291号新田松本線（山形村下大池）
- 国道158号（松本市波田鍋割・波田小学校前交差点）
- 国道158号（松本市波田鍋割）
- 長野県道315号波田北大妻豊科線（松本市波田押出・押出交差点）
- 長野県道278号大野田梓橋停車場線（松本市梓川梓丸田）
- 長野県道278号大野田梓橋停車場線（松本市梓川梓上立田・立田上手町交差点）
- 長野県道319号小倉梓橋停車場線（安曇野市三郷小倉）
- 長野県道314号田多井中萱豊科線（安曇野市堀金三田）
- 長野県道57号安曇野インター堀金線（安曇野市堀金三田）
- 長野県道495号豊科大天井岳線（安曇野市堀金烏川・北海渡交差点）
- 長野県道495号豊科大天井岳線（安曇野市堀金烏川）
- 長野県道309号塚原穂高停車場線・長野県道432号柏原穂高線（安曇野市穂高柏原・烏川橋交差点）
- 長野県道308号小岩岳穂高停車場線（安曇野市穂高有明・豊里交差点）
- 長野県道306号有明大町線・長野県道327号槍ヶ岳矢村線（安曇野市穂高有明）
- 安曇広域農道（安曇野市穂高有明・有明交差点）
- 国道147号・長野県道307号下木戸有明停車場線（安曇野市穂高北穂高・北穂高交差点、終点）

### 沿線にある施設など
- JR篠ノ井線 広丘駅
- 信州まつもと空港
- 山形村役場
- アルピコ交通上高地線 波田駅
- 松本市役所 波田支所（旧・波田町役場）
- 松本ハイランド農協波田支所
- 松本市立波田小学校
- 松本市立波田中学校
- ファインビュー室山
- 国営アルプスあづみの公園
- ほりで〜ゆ〜四季の里
- 安曇野アートヒルズミュージアム
- 穂高温泉・安曇野しゃくなげの湯・八面大王足湯・Vif穂高
- 安曇野市立穂高北小学校
- JR大糸線 有明駅